# 村上先

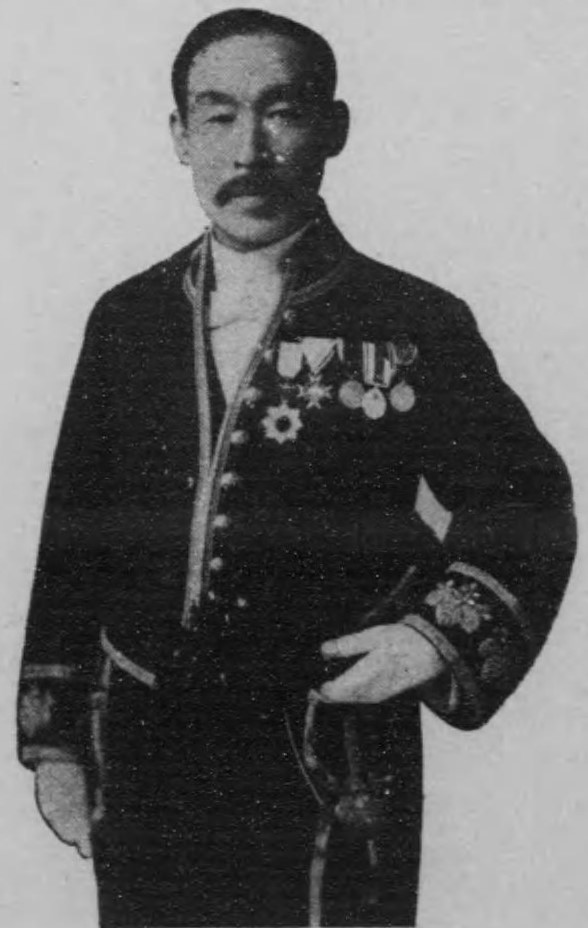
村上先

村上 先（むらかみ すすむ、文久3年1月8日（1863年2月25日） - 1925年（大正14年））は、日本の衆議院議員（立憲政友会）。実業家。号は李門。

## 経歴
陸奥国気仙郡矢作村（現在の岩手県陸前高田市）出身。仙台藩士伊藤武左衛門の二男として生まれ、村上大蔵の養子となった。漢学・英学を学び、鳥取県東伯郡長、札幌支庁長を務めた後、台湾総督府に移り、台北県滬尾弁務署長、臨時土地調査局事務官、塩水港庁長、台南庁長を歴任した。
1908年（明治41年）、第10回衆議院議員総選挙に出馬し、当選を果たした。
その後、台湾証券交換所社長、日鮮鉱業社長、大正活映社長、帝国殖産興業社長、東洋美術興業社長、旭製炭顧問などを務めた。

## 著書
- 『現行学制大全』（東京出版舎、1895年）
- 『予の帝国議会に於ける四年間』（1912年）
- 『経国の片影』（仁仙閣、1920年）

## 親族
- 村上望山 - 妻[2]。本名は望子。南画家。